# Onychogomphus thienemanni
Onychogomphus thienemanni – gatunek ważki z rodziny gadziogłówkowatych (Gomphidae).